# فرانسيسكو واجسلي رودريجيز
فرانسيسكو واجسلي رودريجيز (3 سبتمبر 1989 بباتوريتي في البرازيل - ) هو لاعب كرة قدم برازيلي في مركز الهجوم.

## روابط خارجية
- فرانسيسكو واجسلي رودريجيز على موقع قاعدة بيانات كرة القدم.إي يو (الإنجليزية)
- فرانسيسكو واجسلي رودريجيز على موقع Soccerway.com (الإنجليزية)